# アシルアミノアシルペプチダーゼ
アシルアミノアシルペプチダーゼ(Acylaminoacyl-peptidase, EC 3.4.19.1)は、以下の化学反応を触媒する酵素である。
ポリペプチドのN末端から、N-アセチルまたはN-ホルミルアミノ酸を切断する。
この酵素は、中性pHで活性を示す。